# Dani Vivian
Daniel Vivian Moreno (Vitoria, Álava, España, 5 de julio de 1999) es un futbolista español que juega de defensa en el Athletic Club de Primera División de España.

## Trayectoria

### Inicios en Vitoria y llegada a Lezama
Comenzó su trayectoria en las filas del San Viator de Vitoria en 2008 hasta que, un año después, dio el salto a la cantera del Deportivo Alavés. En 2011 se marchó al CD Lakua, también en la capital alavesa. En 2012 se incorporó al CD Ariznabarra, en el cual jugaría las siguientes tres campañas.
En 2015 se ofreció a realizar una prueba con el Santutxu FC, club radicado en Bilbao. Finalmente, tras superar dicha prueba, se incorporó al Juvenil "C" que entrenaba el futbolista Ibai Gómez. Tras su buena campaña en el cuadro bilbaíno, el Athletic Club le incorporó a su cantera para jugar en el CD Basconia de Tercera División con apenas 17 años.
En la temporada 2017-18 jugó habitualmente en el Basconia, aunque también disputó cuatro encuentros con el Bilbao Athletic en Segunda B. Incluso, fue convocado por el primer equipo, que dirigía José Ángel Ziganda, para la última jornada del campeonato liguero frente al RCD Espanyol. En la temporada 2018-19 se hizo indiscutible en el filial, jugando más de treinta encuentros. Su gran campaña le dio acceso a participar en la pretemporada de 2019 bajo las órdenes de Gaizka Garitano. Sin embargo, en la campaña 2019-20 estuvo apartado varios meses de los terrenos de juego por problemas de espalda, por lo que apenas pudo jugar doce encuentros con el filial. Además, entró en seis convocatorias del primer equipo sin llegar a debutar.

### C. D. Mirandés
El 12 de agosto de 2020, un día después de haber renovado su contrato hasta 2023, fue cedido al CD Mirandés de Segunda División por una temporada. En el club rojillo fue capitán, siendo uno de los jugadores más destacados de la plantilla al disputar 32 encuentros y anotar dos goles.

### Athletic Club
El 16 de agosto de 2021 debutó con el Athletic Club, en Primera División, frente al Elche (0-0) en el Estadio Martínez Valero. El 11 de septiembre marcó su primer gol con el club rojiblanco, en San Mamés, en un triunfo ante el RCD Mallorca (2-0) al rematar de cabeza un centro de Iker Muniain. En febrero renovó su contrato por cuatro años más, después de sus buenas actuaciones. El 20 de febrero de 2022 marcó el primer gol del derbi vasco, en San Mamés, ante la Real Sociedad (4-0).
El 8 de noviembre anotó de cabeza el tercer tanto del encuentro frente al Real Valladolid (3-0).Durante la temporada 2022-23 se asentó como central titular, junto a Yeray, debido a los problemas físicos de Íñigo Martínez. En su tercera campaña en el club fue titular habitual en defensa junto a Aitor Paredes. El 6 de abril de 2024 conquistó la Copa del Rey tras derrotar al R. C. D. Mallorca en la tanda de penaltis.El 1 de junio, poco después del fin de temporada, renovó su contrato hasta junio de 2032.
El 19 de septiembre marcó en el triunfo a domicilio frente al C. D. Leganés (0-2).Un mes después adelantó al equipo rojiblanco en la goleada, en San Mamés, frente al R. C. D. Espanyol (4-1).El 19 de enero marcó en la victoria, en Balaídos, ante el Celta de Vigo (1-2). A lo largo de su cuarta temporada continuó dando un gran rendimiento, situándose como uno de los centrales más destacados del campeonato. El 15 de mayo logró su cuarto gol de la temporada para cerrar la victoria ante el Getafe (0-2) y, con ello, la clasificación a Liga de Campeones.

## Selección nacional

### Selección española
El 15 de marzo de 2024, apenas tres meses antes de la disputa de la Eurocopa, fue convocado por Luis de la Fuente para jugar dos amistosos ante Colombia y Brasil. El 22 de marzo debutó como titular en el amistoso, disputado en Londres, frente a Colombia (0-1). Vivian quedó señalado en el gol tras ser desbordado por el extremo colombiano Luis Díaz. A pesar de ello, en la convocatoria del 27 de mayo, fue uno de los 29 preseleccionados para disputar la Eurocopa en Alemania. El 7 de junio, para sorpresa de los medios de comunicación, entró en la lista definitiva de 26. El 24 de junio debutó como titular en la Eurocopa con un triunfo frente a Albania (1-0).El 9 de julio sustituyó a Jesús Navas en el minuto 58 de la semifinal ante Francia (2-1) y contribuyó al pase a la final.El 14 de julio se proclamó campeón de la Eurocopa, aunque no jugó en la final frente a Inglaterra (2-1).

### Participaciones en Eurocopas
| Eurocopa      | Sede     | Resultado | P.J. | G. |
| ------------- | -------- | --------- | ---- | -- |
| Eurocopa 2024 | Alemania | Campeón   | 2    | 0  |

### Euskal Selekzioa
El 29 de mayo de 2019 debutó con la Euskal Selekzioa en un amistoso frente a Panamá, junto a otros cuatro jugadores del Bilbao Athletic (Jesús Areso, Gaizka Larrazabal, Iñigo Vicente y Asier Villalibre.

## Estadísticas

### Clubes
Actualizado al último partido disputado el 7 de noviembre de 2024.
| Club                     | Div.          | Temporada     | Liga  | Liga  | Copas nacionales | Copas nacionales | Copas internacionales | Copas internacionales | Total | Total |
| Club                     | Div.          | Temporada     | Part. | Goles | Part.            | Goles            | Part.                 | Goles                 | Part. | Goles |
| ------------------------ | ------------- | ------------- | ----- | ----- | ---------------- | ---------------- | --------------------- | --------------------- | ----- | ----- |
| C. D. Basconia · España  | 3.ª           | 2017-18       | 6     | 0     | ―                | ―                | ―                     | ―                     | 6     | 0     |
| C. D. Basconia · España  | Total club    | Total club    | 6     | 0     | 0                | 0                | 0                     | 0                     | 6     | 0     |
| Bilbao Athletic · España | 2.ª B         | 2017-18       | 4     | 0     | ―                | ―                | ―                     | ―                     | 4     | 0     |
| Bilbao Athletic · España | 2.ª B         | 2018-19       | 32    | 2     | ―                | ―                | ―                     | ―                     | 32    | 2     |
| Bilbao Athletic · España | 2.ª B         | 2019-20       | 12    | 2     | ―                | ―                | ―                     | ―                     | 12    | 2     |
| Bilbao Athletic · España | Total club    | Total club    | 48    | 4     | 0                | 0                | 0                     | 0                     | 48    | 4     |
| C. D Mirandés · España   | 2.ª           | 2020-21       | 32    | 2     | 0                | 0                | ―                     | ―                     | 32    | 2     |
| C. D Mirandés · España   | Total club    | Total club    | 32    | 2     | 0                | 0                | 0                     | 0                     | 32    | 2     |
| Athletic Club · España   | 1.ª           | 2021-22       | 24    | 2     | 3                | 0                | ―                     | ―                     | 27    | 2     |
| Athletic Club · España   | 1.ª           | 2022-23       | 29    | 1     | 7                | 0                | —                     | —                     | 36    | 1     |
| Athletic Club · España   | 1.ª           | 2023-24       | 33    | 0     | 7                | 0                | —                     | —                     | 40    | 0     |
| Athletic Club · España   | 1.ª           | 2024-25       | 32    | 4     | 3                | 0                | 11                    | 0                     | 46    | 4     |
| Athletic Club · España   | 1.ª           | 2025-26       | 1     | 0     | 0                | 0                | 0                     | 0                     | 1     | 0     |
| Athletic Club · España   | Total club    | Total club    | 119   | 7     | 20               | 0                | 11                    | 0                     | 150   | 7     |
| Total carrera            | Total carrera | Total carrera | 205   | 13    | 20               | 0                | 11                    | 0                     | 236   | 13    |

## Palmarés

### Campeonatos nacionales
| Título       | Club          | Sede   | Año  |
| ------------ | ------------- | ------ | ---- |
| Copa del Rey | Athletic Club | España | 2024 |

### Campeonatos internacionales
| Título   | Club                | Sede     | Año  |
| -------- | ------------------- | -------- | ---- |
| Eurocopa | Selección de España | Alemania | 2024 |

### Reconocimientos individuales
| Distinción                                        | Año  |
| ------------------------------------------------- | ---- |
| Seleccionado en el Once de Plata del Fútbol Draft | 2020 |

## Vida personal
Sus abuelos paternos son de Berrande, una aldea orensana de Villardevós. Tras pasar por países como Alemania, Países Bajos o Francia, se establecieron en Vitoria. Allí, el padre de Dani conoció a su futura mujer que era natural de Talavera de la Reina.
Dani tiene varios familiares que residen en la localidad ourensana de Verín como su prima Samanta Barreira Vivian, que ejerce de Concelleira de Cultura. Por otro lado, su primo llamado Oscar Vivian (1978), fue jugador del Ourense FS en División de Honor y actualmente regenta una cafetería en la capital ourensana.